# Lâu đài Ducal ở Szczecin
Lâu đài Ducal ở Szczecin, Ba Lan, là cơ ngơi của công tước Pomerania-Stettin của Nhà Pomerania (Griffins), người trị vì Công tước Pomerania từ năm 1121 đến 1637.

## Lịch sử
Barnim Đại đế của Pomerania-Stettin đã dựng lên lâu đài trong các bức tường của Szczecin chống lại ý chí của những người dân ở thị trấn vào năm 1346. Một người Pomeranian lớn tuổi đã được làm bình đẳng vào năm 1249. Năm 1490, lâu đài được xây dựng lại một phần cho đám cưới của Bogusław X với Anna Jagiellonka (con gái của vua Casimir IV Jagiellon).
Giữa năm 1573−1582, lâu đài đã được xây dựng lại một lần nữa, lần này theo phong cách dành cho công tước John Frederick bởi các nhà bia đá Ý theo thiết kế của Wilhelm Zachariasz Italus. Hai cánh mới đã được thêm vào để đóng sân trước cánh phía nam và phía đông thời trung cổ. Cổng chính được trang trí với đỉnh công tước, cánh phía đông được tăng cường và cánh phía bắc được dành cho nhà nguyện.
Năm 1648, do các nguyên lý của Hòa bình Westfalen, lâu đài trở thành trụ sở của thống đốc Thụy Điển. Trước năm 1705, một công trình tái thiết khác đã xảy ra để chuẩn bị lâu đài cho Nữ hoàng Ba Lan - Catherine Opalińska, người sống ở đây với hai cô con gái Anna và Marie Leszczyńska (Nữ hoàng tương lai của Pháp) và một tòa án nhỏ giữa năm 1705-1711. Năm 1711, vua Stanisław I Leszczyński, người đã tìm nơi trú ẩn, trước khi Saxon và các lực lượng Nga đuổi theo, ông đã cùng vợ và các con gái của ông ta ở lâu đài.
Sau Đại chiến phương Bắc, năm 1720, thành phố Szczecin trở thành tài sản của Phổ và lâu đài được giao cho chỉ huy đồn trú Christian August, Hoàng tử Anhalt-Zerbst, có con gái là Sophie Friederike Auguste (Catherine II tương lai của Nga). Dưới sự cai trị của Phổ trong thế kỷ XIX, nhiều yếu tố phục hưng trong lâu đài đã bị tàn phá (cung điện, gác mái, vòm). Cuối cùng, khoảng 60% lâu đài đã bị phá hủy trong Thế chiến II (tháng 8 năm 1944). Ngay sau cuộc chiến giữa năm 1958-1980, nó được xây dựng lại với một số sửa đổi. Lâu đài đã được khôi phục lại diện mạo ban đầu từ thế kỷ XVI theo bản khắc năm 1653 của Matthäus Merian (trong số những người khác).

## Hình ảnh

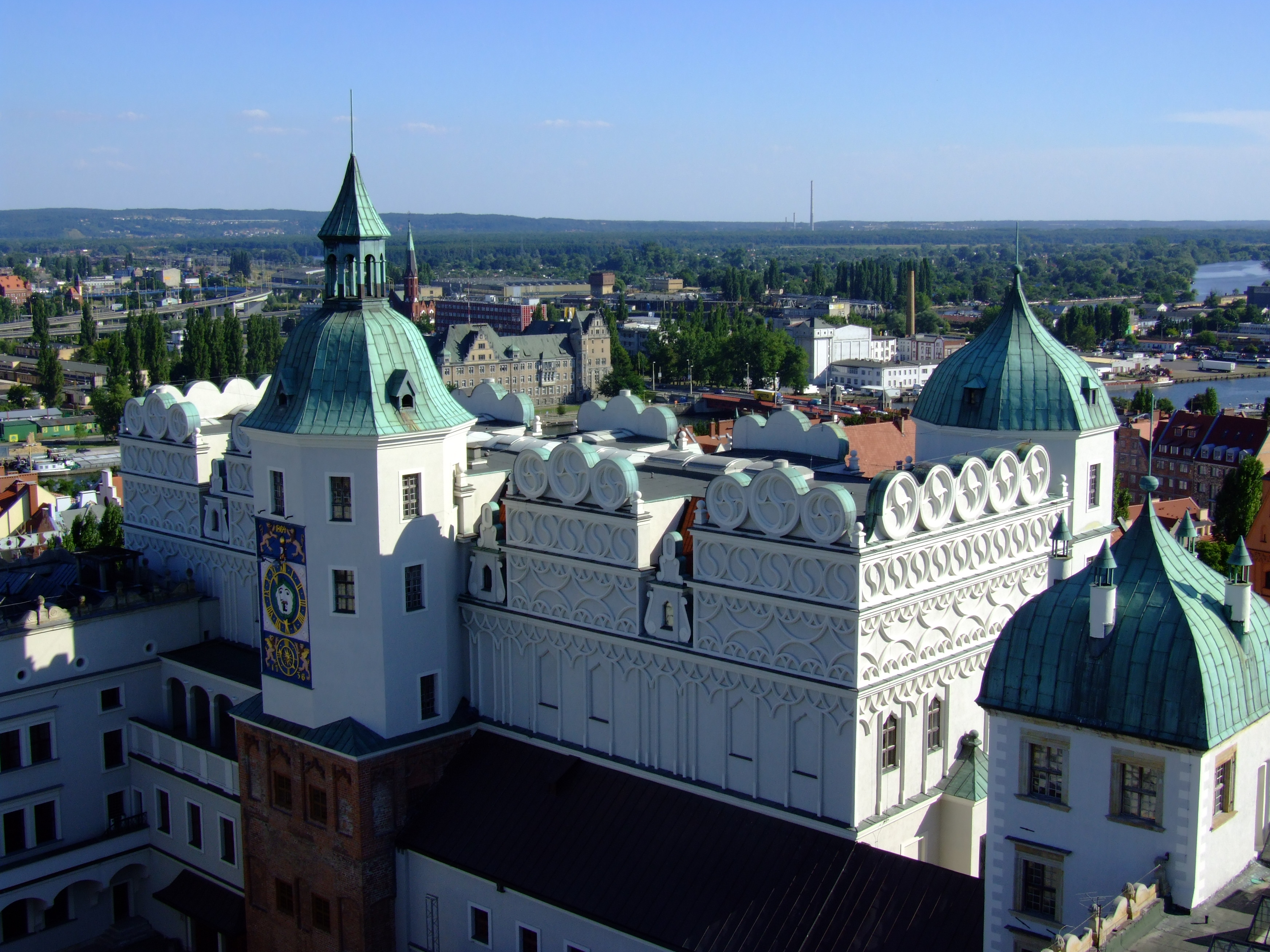
Nhìn từ nhà thờ
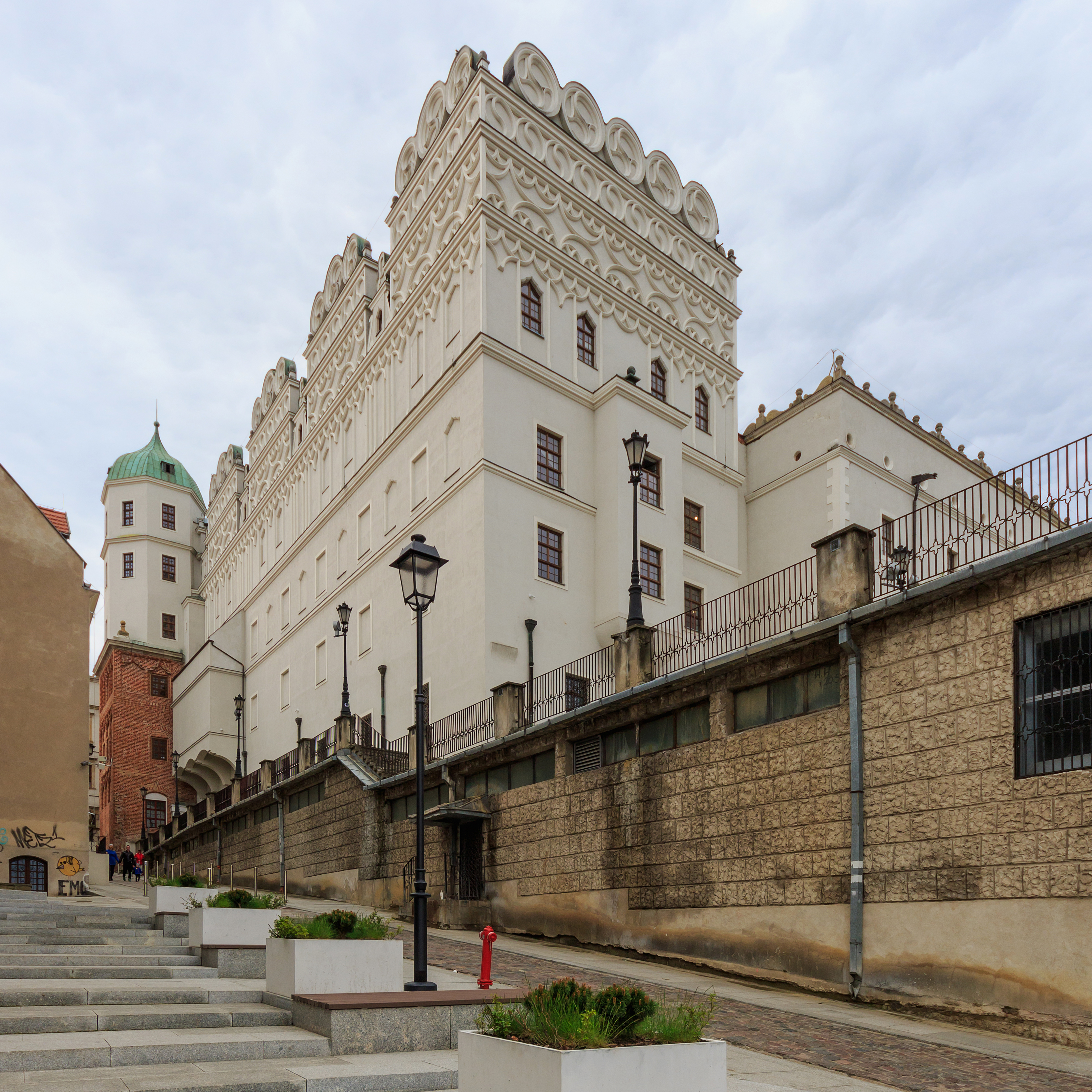
Nhìn bên với một trong những tòa tháp
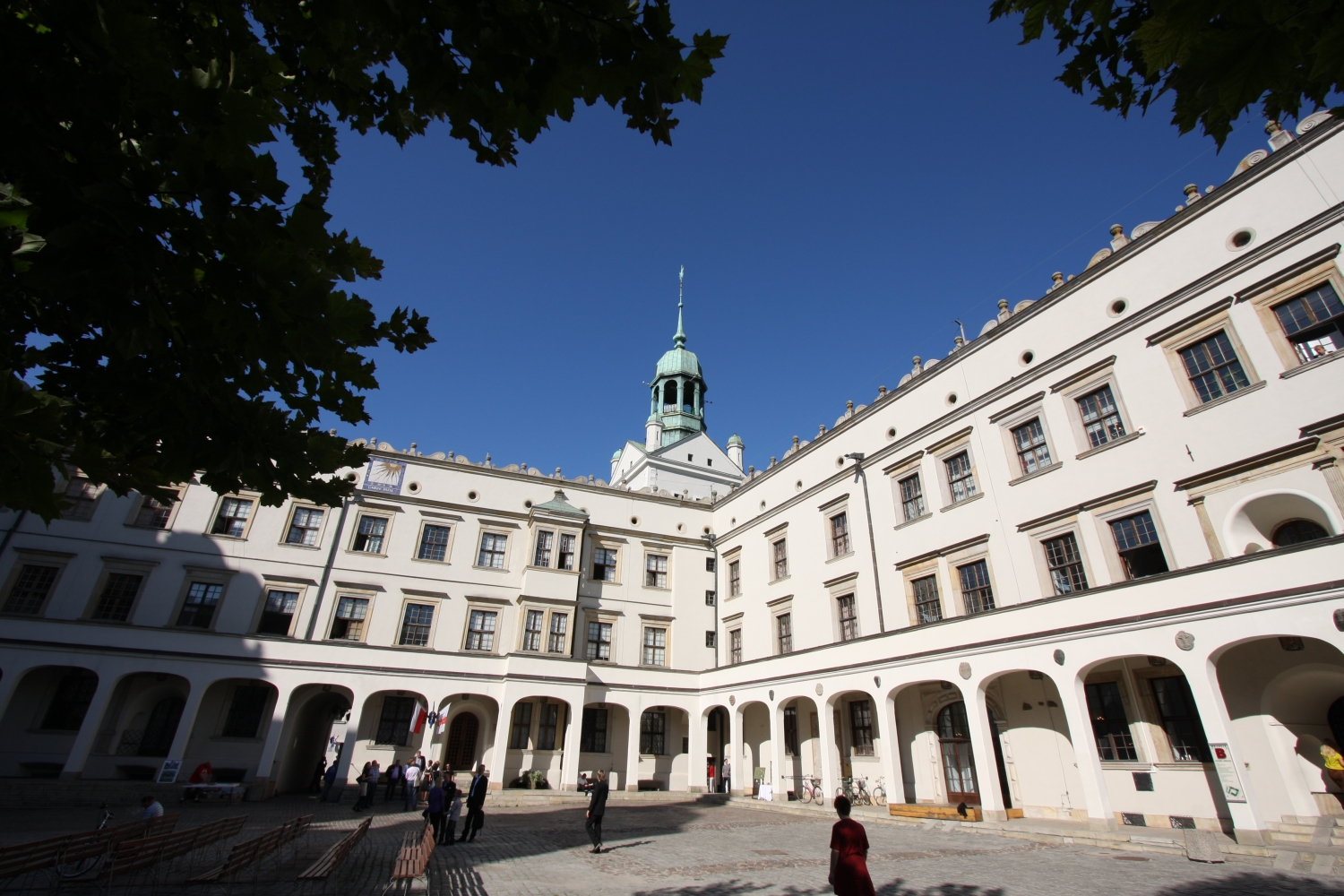
Sân bên trong
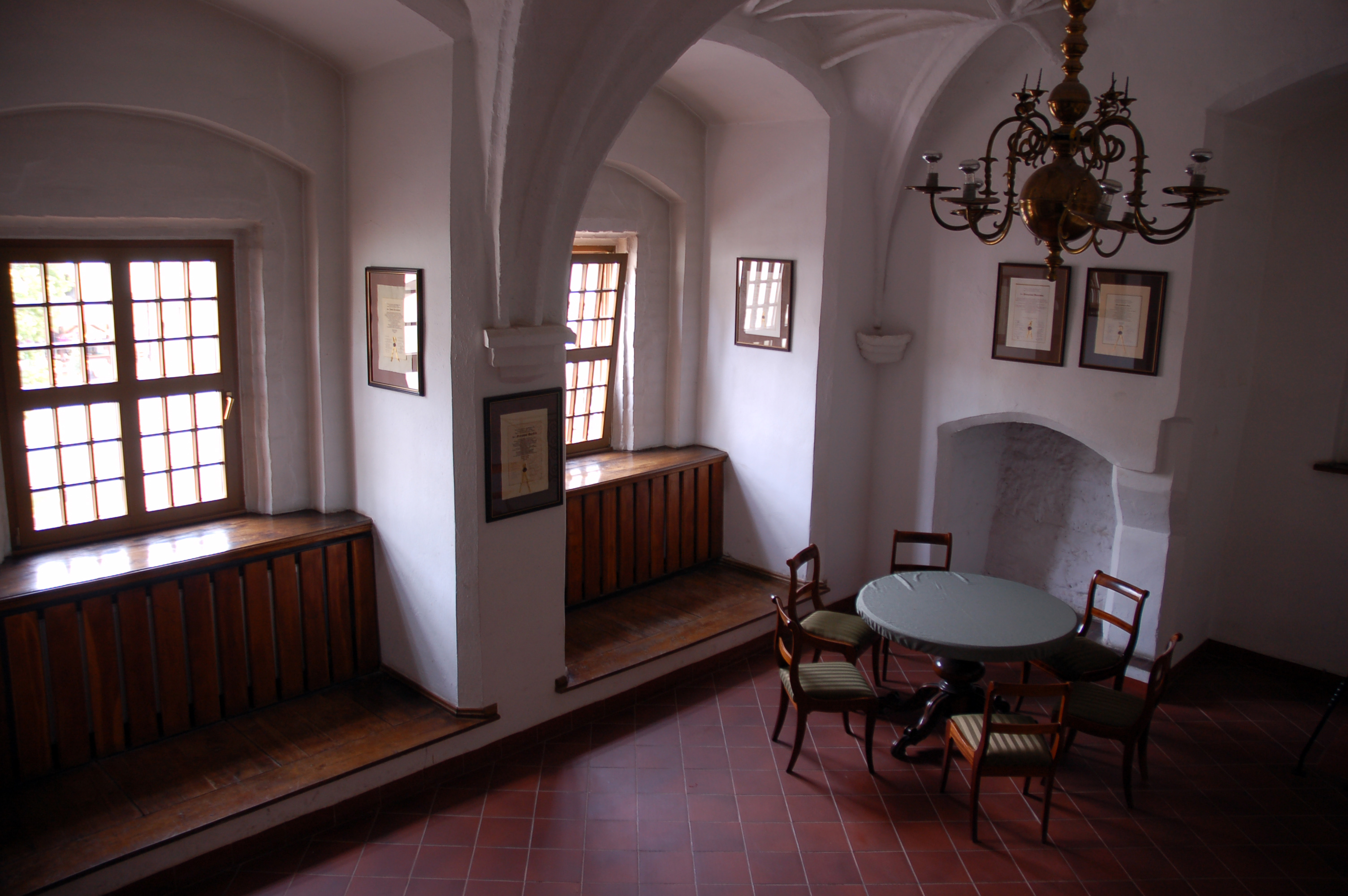
Một trong những buồng
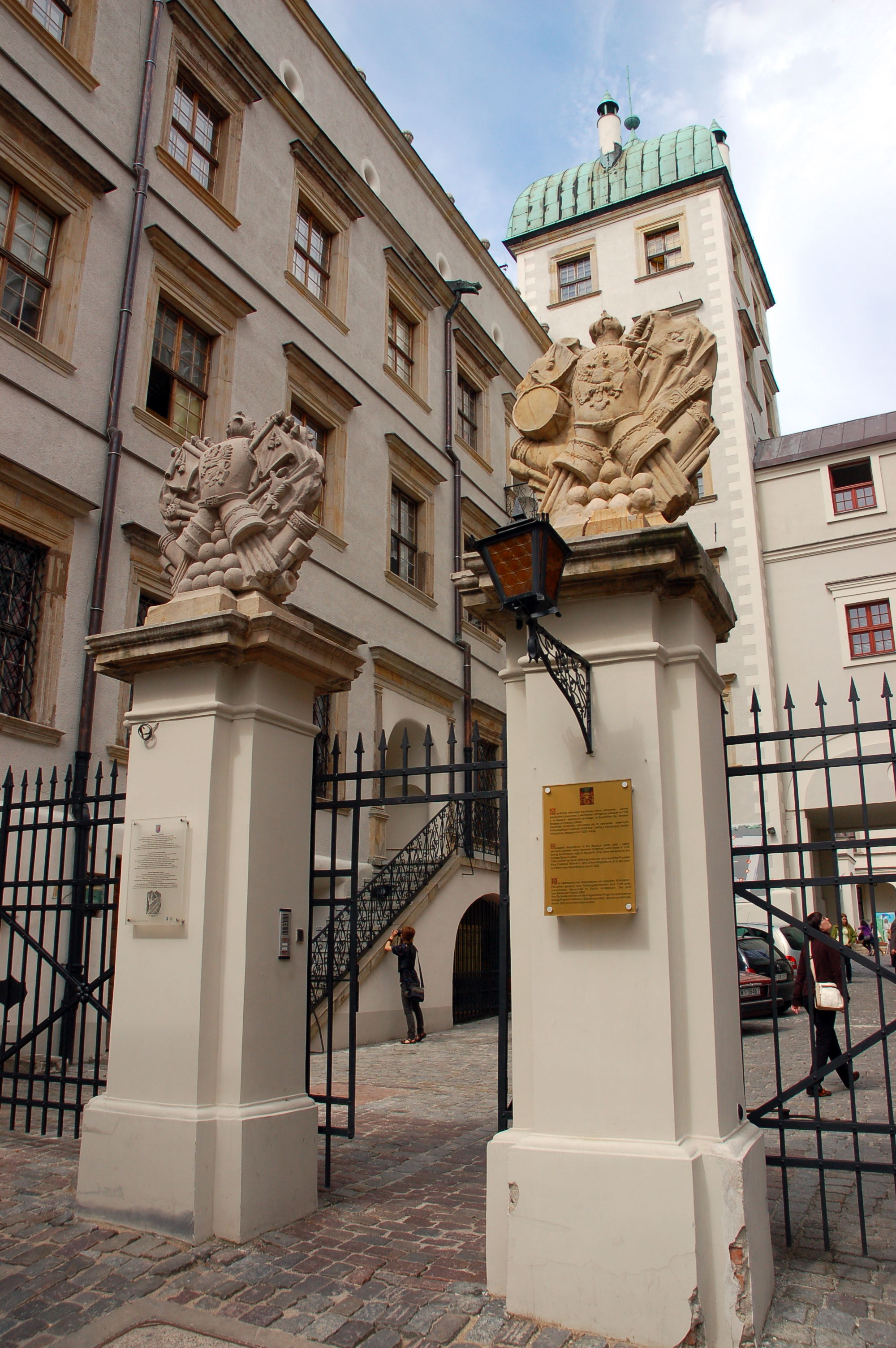
Cánh cổng